# 耳目社
耳目社（じもくしゃ）は、東京都中野区に所在するフリーアナウンサーのプロダクションである。
1950年に会社が創立されて以後、大井競馬場からの委託により、竹脇昌作が所属して実況放送を行ったのが基点とされており、それ以後も主に地方競馬（南関東公営競馬や金沢競馬場など）のレース実況を中心としたスポーツ中継のアナウンス業務に携わっているほか、結婚式やイベントの司会派遣などを行っている。

## 主な業務
実況とは別に、場内で開催の関連イベントのMCを担当することがある。
- 地方競馬場内実況
  - 南関東公営競馬
    - 大井競馬場
    - 川崎競馬場
    - 浦和競馬場
    - 船橋競馬場

  - 金沢競馬場
  - 笠松競馬場
- その他の各種スポーツ実況
  - 相馬野馬追振興春季競馬大会
  - 全日本クラブ野球選手権（毎日新聞デジタル内の特設サイト）

## 所属アナウンサー
- 山中寛
- 大川充夫
- 泉悠介
- 辻村健次（同社社長も務める）
- 百瀬和己
- 鈴木努
- 加藤大介（2024年入社）
- 浜野圭子
- 田内さとみ
- 山田久代
- 新井由梨

過去
- 竹脇昌作（元東京中央放送局）
- 増田勝美
- 宇野和男
- 及川暁（及川サトル）
- 古川浩
- 佐藤恵子
- 畠中聡美